# Oxira khasiana
Oxira khasiana là một loài bướm đêm trong họ Noctuidae.